# Хайнрих фон Вайкерсхайм
Хайнрих фон Вайкерсхайм (на немски: Heinrich von Weikersheim; † сл. 1170) от род Пфицинген, е господар на Вайкерсхайм.

## Произход
Той е вторият син на Конрад II фон Пфицинген († сл. 1141) и съпругата му София фон Хоенщауфен († сл. 1135/1140), незаконна дъщеря на крал Конрад III († 1152) и Герберга. Внук е на Конрад фон Пфицинген († сл. 1103) и правнук на Гундело фон Пфицинген († сл. 1103). Брат е на Конрад фон Вайкерсхайм († сл. 1170), господар на Вайкерсхайм и Пфицинген (1153 – 1170).

## Деца
Хайнрих фон Вайкерсхайм има двама сина:
- Алберт фон Пфицинген († сл. 1189)
- Беренгар фон Пфицинген († сл. 1180)